# Kimbles
I Kimbles sono un gruppo di villaggi inglesi a sud di Aylesbury, nella contea di
Buckinghamshire (in Inghilterra), che si trovano ai piedi delle Chiltern Hills. I tre villaggi sono chiamati Great Kimble, Little Kimble e Kimble Wick e rispettivamente  "The Greater village of Cymbeline", "The Lesser village of Cymbeline" e "Cymbeline's farm".
Il loro nome viene da Cymbeline (trasfigurazione letteraria di re Cunobelino della tribù celtica dei catuvellauni), personaggio dell'omonia tragedia di William Shakespeare.

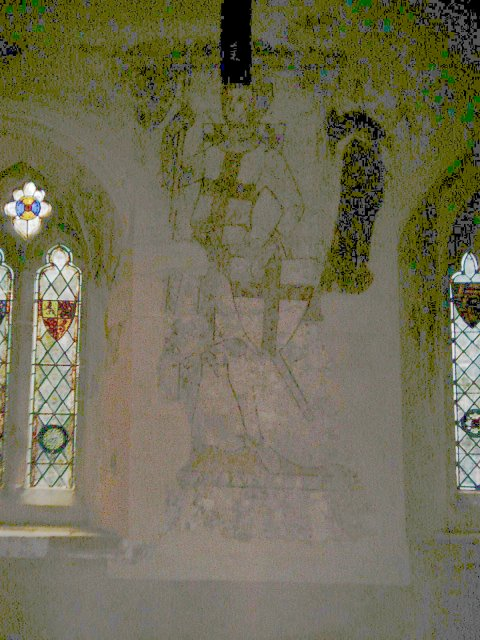
Pittura murale medievale nella Chiesa di Ognissanti

All'interno della chiesa medievale di Ognissanti, nel Little Kimble, ci sono molti muri dipinti con scene della Bibbia e della storia inglese. Un'immagine molto ben conservata sul muro settentrionale della navata presenta un cavaliere crociato con la croce di San Giorgio.
I villaggi compongono nel loro complesso la parrocchia civile di Great and Little Kimble cum Marsh amministrata da un Consiglio Parrocchiale composto da nove membri di cui due di diritto, ossia i rappresentanti nei due consigli superiori, e guidato da un Capogruppo e un Vicecapogruppo.